# Câmera de infravermelho

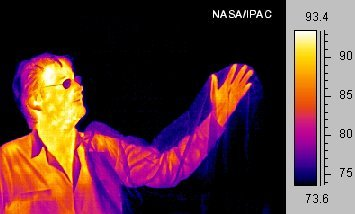
Imagem térmica obtida via uma câmera com sensor de radiação na faixa do infravermelho. À direita tem-se a correlação entre a temperatura da região emissora, inferida a partir da frequência da radiância espectral infravermelha recebida, e a cor do espectro visível exibida na imagem final. Valores em Fahrenheit.

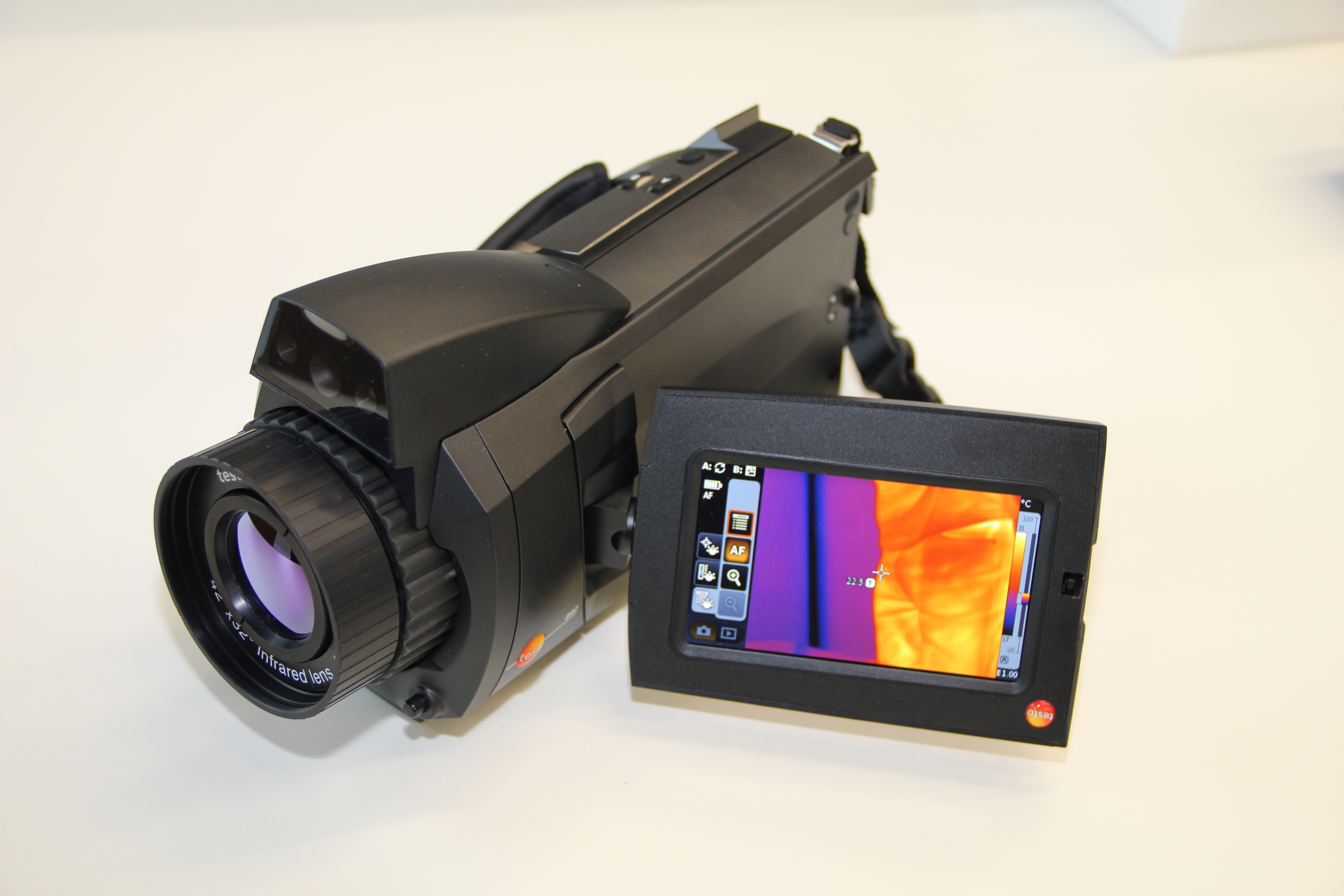
Uma câmera com sensor CCD infravermelho.

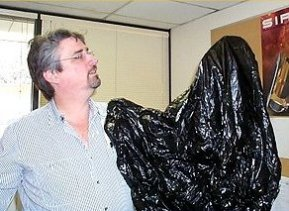
Mesma imagem, agora na faixa visível do espectro.

As câmeras de infravermelho, também conhecidas por  câmeras térmicas, são dispositivos optoeletrônicos destinados a perceber imagens na faixa de radiações infravermelhas do espectro eletromagnético e convertê-las de forma sistemática à faixa visível do espectro, permitindo assim que os seres humanos literalmente observem as imagens térmicas geradas pelos corpos em temperaturas próximas à do ambiente. 
Trata-se de uma câmera dotada com sensor de radiação infravermelha acoplada eletronicamente a um visor que gera imagens na faixa visível do espectro eletromagnético. Em específico no caso dos óculos, há uma ou mesmo duas câmeras e visores semelhantes.
O princípio de funcionamento baseia-se no fato físico de que qualquer corpo aquecido, à temperatura maior do que o zero absoluto, emite ondas eletromagnéticas cuja intensidade total, distribuição espectral de energia e frequência de máxima emissão mostram-se dependentes fundamentalmente da temperatura dos corpos, sendo essa radiação eletromagnética essencialmente descrita na Física pela Lei de Planck acerca da radiação de corpo negro.
Para objetos cujas temperaturas oscilem ao redor da temperatura ambiente, tipicamente 22ºC (295K), o que inclui a temperatura do corpo humano (37ºC), as frequências de máxima emissão ocorrem na faixa de infravermelho do espectro eletromagnético. A radiação infravermelha é por tal popularmente conhecida como "ondas de calor", visto que nessa faixa é que se dá a maior parte das trocas de energia térmica via calor por radiação em objetos no cotidiano, a exemplo entre fornos aquecidos e o ambiente. 
Em temperaturas da ordem de 700ºC a emissão eletromagnética começa a adentrar a faixa do espectro visível; e objetos nessas temperaturas brilham de forma rubro-avermelhada, a exemplo, o carvão em brasa. A 3000ºC boa parte da radiação térmica já está na faixa do visível, sendo essa a temperatura típica do filamento de uma lâmpada incandescente; e por volta de 6000ºC, a temperatura da superfície do sol, a frequência de máxima radiação está no meio da faixa eletromagnética correspondente à região visível, especificamente na frequência reconhecida pelo olho humano como sendo a luz verde. 
Os câmeras infravermelhas encontram aplicação onde requer-se tipicamente uma "visão noturna". O ambiente nesse caso não precisa ser iluminado. Os próprios objetos observados funcionam, cada qual, como uma lâmpada acesa na região do infravermelho, fornecendo a energia necessária à produção das imagens no dispositivo. São tipicamente anexados aos capacetes dos militares ou soldados das forças especiais durante investidas noturnas ou em ambientes escuros, integrando os chamados óculos de visão noturna.